# Phan Thị
Công ty Phan Thị (tên đầy đủ là Công ty TNHH Truyền thông Giáo dục & Giải trí Phan Thị, tên giao dịch Phan Thi Media Education & Entertainment, Ltd) là một công ty của Việt Nam nổi tiếng ở các sản phẩm truyện tranh mà nổi bật nhất là bộ truyện tranh Thần đồng Đất Việt. Công ty Phan Thị chính thức thành lập vào tháng 6 năm 2000. Vào 16 tháng 2 năm 2002, tập 1 của loạt truyện Thần đồng Đất Việt đã được phát hành bởi Nhà xuất bản Trẻ.
Công ty phát hành các tạp chí truyện tranh như Thần đồng Đất Việt Fanclub, Truyện Tranh Việt. Ngoài ra, công ty còn hợp tác với trang diễn đàn vncomicfarm.com để cho ra đời tạp chí truyện tranh online Truyện Tranh Việt Online.
Một số tác giả tham gia vào các tạp chí của công ty đã tham gia cộng tác, phát triển một số truyện tranh, truyện minh họa và nhiều tác phẩm đã được xuất bản ra thị trường như Truyện hay sử Việt, Sắc màu cổ tích, Chuyện Tẻo Tèo Teo, Hercules. Bên cạnh đó là các tập truyện sử ngắn như "Bác Hồ sống mãi", các truyện tranh về khoa học như "Sáng tạo Việt Nam".

## Bê bối
Vụ tranh chấp quyền tác giả kéo dài hơn 12 năm giữa ông Lê Linh và bà Phan Thị Mỹ Hạnh, ngày 03/09/2019, Tòa án Nhân dân Thành phố Hồ Chí Minh mới tuyên án và công nhận ông Lê Linh là tác giả duy nhất của bộ truyện tranh Thần đồng Đất Việt. Theo nội dung đơn khởi kiện, họa sĩ Lê Linh đề nghị tòa án công nhận ông là tác giả duy nhất của hình tượng các nhân vật "Trạng Tí", "Sửu ẹo", "Dần béo" và "Cả Mẹo" trong bộ truyện tranh Thần đồng đất Việt gồm 78 tập; không thừa nhận bà Mỹ Hạnh là đồng tác giả trong việc sáng tác 4 nhân vật trên; đồng thời buộc Công ty Phan Thị phải chấm dứt việc tự tạo ra và sử dụng những biến thể khác nhau và các hình tượng do Lê Linh sáng tạo từ các tập Thần đồng đất Việt tiếp theo, cũng như trên các ấn bản khác như Thần đồng đất Việt khoa học, Thần đồng đất Việt Mỹ thuật... Công ty Phan Thị phải xin lỗi ông Lê Linh công khai trên các phương tiện thông tin đại chúng và thanh toán chi phí thuê luật sư bảo vệ tác quyền bị xâm phạm là 20 triệu đồng.
Trong Công báo sở hữu công nghiệp vào ngày 25 tháng 11 năm 2020, nhãn hiệu 'Lê Linh' (tác giả 'Thần đồng đất Việt') được công ty Phan Thị nộp đơn đăng ký từ ngày 9 tháng 7 năm 2010 nhưng chưa được Cục Sở hữu Trí tuệ cấp giấy chứng nhận.

## Truyện tranh
| - Thần đồng Đất Việt - Thần đồng Đất Việt Khoa Học - Thần đồng Đất Việt Mỹ thuật - Thần đồng Đất Việt Toán học - Thần đồng Đất Việt Hoàng Sa Trường Sa - Sắc màu cổ tích - Hercules - Ngày xửa ngày xưa - Truyện hay sử Việt - Nhân kiệt 4000 năm - Học sinh chân kinh | - Thần đồng Đất Việt Fanclub - Truyện tranh Việt - Truyện tranh Việt Online - Chí Phèo - Tắt Đèn - Giông Tố - Chiếc Lược Ngà - Orange - Chuyện Tẻo Tèo Teo - Tủ sách thú cưng - Sáng tạo Việt Nam |